# RAIN (堂本剛單曲)
《RAIN》為堂本剛於2009年9月9日發行的第3張單曲。為堂本剛關連的個人單曲中的第8張作品。

## 解說
- 與以剛 紫名義發行的前作相隔約5個月，而堂本剛名義來說則是與2004年發售的「WAVER」相隔約5年。
- 從這張作品開始，將商標名（レーベル名）更新為「MANDARA△T.D」，而規格產品編號的種類編號並未做變更。
- 單曲標題曲「RAIN」收錄在初回限定版（第3首）。
- 「Sunday Morning」不僅作詞、作曲、編曲，爵士鼓、貝斯、吉他、鋼琴的演奏也由堂本剛本人親自進行。（在PV中收錄了演奏各個樂器的模樣）
- 「讓音樂停止」「RAIN」「FUNK-SE○SSION」等3首歌為2009年4月開始以剛 紫名義進行的「美我空－bigaku〜 my beautiful sky TOUR」的組合中誕生的歌曲，收錄了現場演唱會的音源。
- 以堂本剛個人單曲關連作品來說，此作獲得了連續2張、總計第7張的Oricon單曲排行榜第1名。（以堂本剛名義為連續3作的第3張）並且，以堂本剛參與製作過的單曲CD的第1名獲得數來說，這張單曲為第42張。
- 「讓音樂停止」和只收錄在普通版的「FUNK-SE○SSION」這兩首歌，皆為長度超過12分鐘的傑作。

## 收錄曲

### 初回版
1. Sunday Morning 
（作詞・作曲・編曲:堂本剛）
2. 讓音樂停止 
（作詞・作曲:堂本剛）
3. RAIN 
（作詞・作曲・編曲:堂本剛）

### 普通版
1. Sunday Morning 
（作詞・作曲・編曲:堂本剛）
2. 讓音樂停止 
（作詞・作曲:堂本剛）
3. FUNK-SE○SSION 
（作詞・作曲:堂本剛）